# Ioannis Gelios
Ioannis Gelios (griechisch Ιωάννης Γκέλιος; * 24. April 1992 in Augsburg, Deutschland) ist ein griechisch-deutscher Fußballspieler. Seit der Saison 2022/23 steht er bei Bandırmaspor in der Türkei unter Vertrag.

## Karriere

### Verein
Der großgewachsene Gelios begann im Alter von sieben Jahren bei der MBB-SG Augsburg mit dem Fußballspielen, zunächst als Feldspieler, seit der E-Jugend schließlich als Torhüter. Bereits als Achtjähriger wurde er beim FC Augsburg aufgenommen. In Augsburg absolvierte er seine gesamte weitere Junioren-Laufbahn und kam in der Saison 2010/11 zu 24 Einsätzen in der A-Junioren-Bundesliga. Im Jahr 2011 erhielt er beim FCA seinen ersten Profivertrag. Den vorläufigen sportlichen Höhepunkt erlebte Gelios 2012 mit der Reservemannschaft der Augsburger, die sich in einer Aufstiegsrunde gegen Rosenheim und Schweinfurt durchsetzen und in die Regionalliga Bayern aufstiegen. Ioannis Gelios bestritt hierbei seine ersten vier Spiele für die zweite Garnitur Augsburgs. Bis ins Jahr 2018 lief er 112 Mal für Augsburg II in der vierten Liga auf. Hinzu kamen zwei weitere Einsätze um den Verbleib in der Regionalliga gegen den TSV 1860 Rosenheim in der Aufstiegsrunde 2016. Zu einem Einsatz in der Bundesligamannschaft seines langjährigem Vereins kam der Torwart nicht.
Im Sommer 2018 wechselte er nach über 17 Jahren Zugehörigkeit beim FC Augsburg zum Drittligisten FC Hansa Rostock, wo er als Stammtorhüter für die Ostseestädter in die Saison 2018/19 startete und 37 von 38 Ligaspielen absolvierte. Erstmals in seiner Fußballkarriere nahm Gelios am DFB-Pokal teil. In der 1. Hauptrunde wurde der Bundesligist VfB Stuttgart bezwungen, in der 2. Hauptrunde schied Rostock gegen den 1. FC Nürnberg aus dem Wettbewerb aus.
Zur Saison 2019/20 löste Gelios seinen Vertrag in Rostock auf und schloss sich dem Zweitligisten Holstein Kiel an. Ab dem siebten Spieltag übernahm er bei den Störchen den Stammplatz im Tor von Dominik Reimann.
Nachdem er seinen Stammplatz an Thomas Dähne verloren hatte, entschied er sich, seinen 2022 auslaufenden Vertrag in Kiel nicht zu verlängern. Er wechselte in die Türkei zu Bandırmaspor.

### Nationalmannschaft
Gelios spielte fünfmal für die U21-Nationalmannschaft Griechenlands.